# 27 avril 1963

## Naissances
- Russell T Davies, producteur de télévision et écrivain gallois
- Cali Timmins, actrice canadienne
- René Rindlisbacher, animateur et de télévision suisse
- Dante Rezze, coureur cycliste français
- Masaya Kato, acteur japonais
- Dale Abenojar, alpiniste philippin
- Gila Lustiger, écrivain de langue allemande
- Dorota Tlałka, skieuse alpine polonaise, puis française
- Jean-Pierre Riou, auteur-compositeur-interprète français
- Unnur Steinsson, mannequin islandaise, élue miss Islande en 1983

## Décès
- Kenneth Macgowan (né le 30 novembre 1888), producteur de théâtre, metteur en scène et producteur de cinéma américain.

## Autres événements
- Première diffusion française de la série télévisée d'animation Les Pierrafeu.
- Ligue de football de la Guyane est affiliée à la FFF.
- Sortie de la dernière Lancia Appia.
- Sortie américaine du film La Révolte des Triffides.
- Brian Sternberg est le premier à passer les 5 mètres en saut à la perche.
- Nouvelle constitution en Libye.